# Cinca
Pour les articles homonymes, voir CINCA.
La Cinca (en espagnol : El río Cinca) est une rivière du Nord de l'Espagne, venant des Pyrénées centrales. Elle est un sous-affluent de l'Èbre par le Sègre.

## Géographie
La Cinca prend sa source dans les Pyrénées sur les flancs du mont Perdu dans le parc national d'Ordesa et du Mont-Perdu et se jette dans le Sègre, à Fraga, dans la province de Huesca tout près du confluent avec l'Èbre.
Cette rivière au débit généreux a permis l'implantation de barrages hydro-électriques. Elle reçoit les eaux des rivières Alcanadre et Ésera, et arrose la riche région agricole de Monzón, Fraga et leurs alentours.
La rivière Cinca est une des plus grandes parmi les affluents de l'Èbre. Son bassin recouvre 9 699 km2 et son débit est de 3 903 hm3[pas clair].
La rivière trouve sa source dans les Pyrénées dans le cirque de Pineta. Elle commence sa course en torrent et cascades et traverse le massif des Tres Sorores dont les cimes sont le Marboré, le Cylindre et le mont Perdu. Sur ce parcours, elle reçoit les eaux de nombreux torrents et ruisseaux, comme le Larri. Plus bas, elle récupère les eaux de la rivière Cinqueta. 
La Cinca traverse ainsi les vallées de Pineta et de Bielsa. Elle reçoit à cette occasion les eaux de la rivière Ara et de son affluent, l'Arazas. Elle circule dans un canyon profond, parallèle à la chaîne de montagnes. À cet endroit, les bois épais, les prairies et les cascades dessinent le parc national d'Ordesa et du Mont-Perdu[pas clair].
Les barrages supérieurs de Mediano, puis de El Grado, symbolisent la confluence de l'Ara et de la Cinca[pas clair].

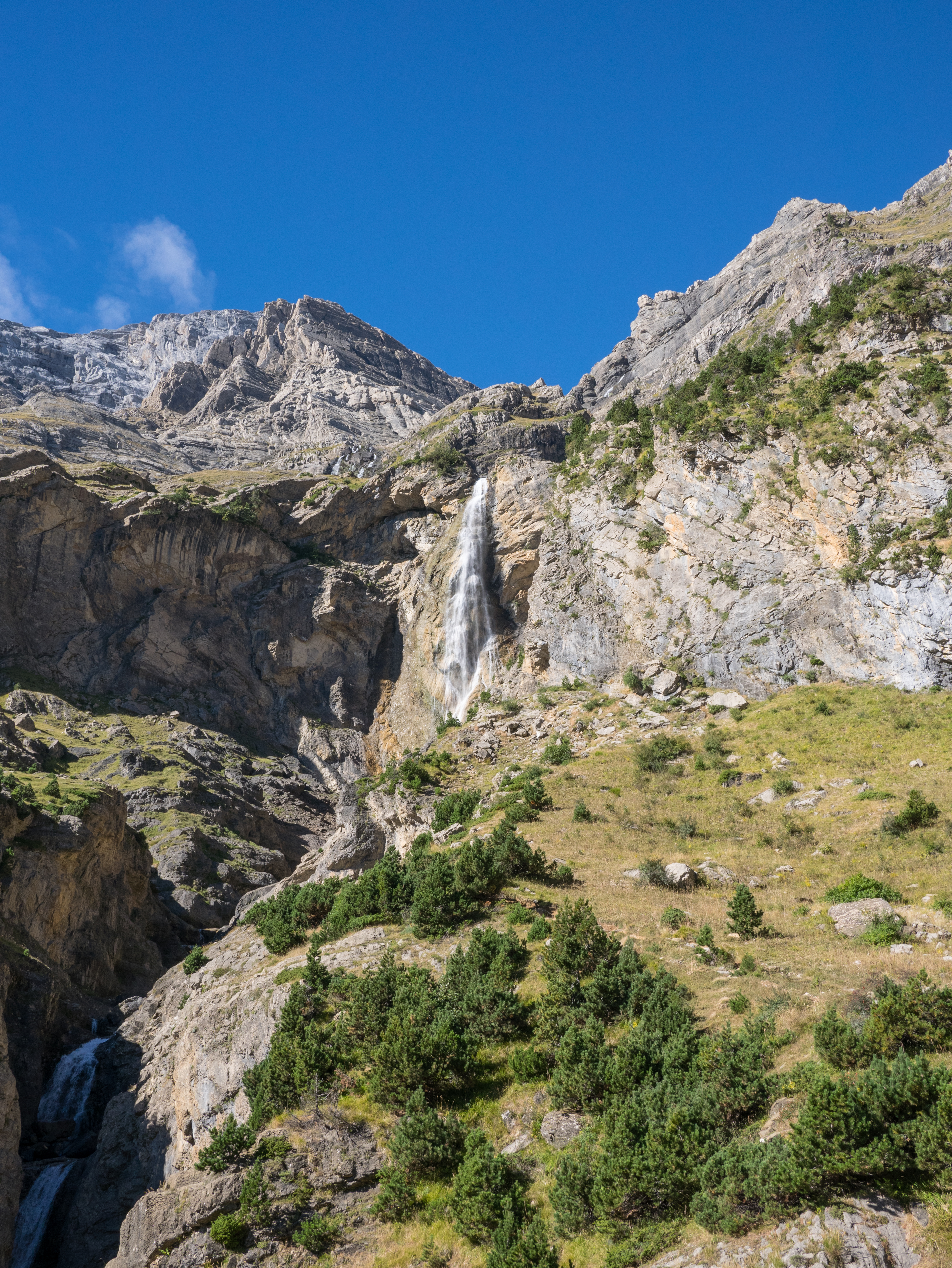
Cascade du Cinca dans la vallée de Pineta.

Par la suite, le Cinca reçoit les eaux de l'Ésera, son affluent le plus important. Ce dernier voit son débit régulé par le barrage de Joaquín Costa, permettant l'irrigation des terres grâce au canal d'Aragon et de Catalogne.
En aval, la Cinca s'unit au Vero à Barbastro, puis à la Sosa (es) lors de son passage à Monzón. Après avoir été rejointe par son dernier affluent, l'Alcanadre, la Cinca se jette dans la Sègre à Mequinenza.

## Histoire
La présence ancienne de l'homme n'a pas été démontrée autour de la source de la Cinca. Par contre, des témoignages anciens font état d'une occupation en moyenne montagne et sur la partie médiane du cours d'eau. Les peuples migrateurs de l'âge de fer utilisaient la vallée intérieure de la Cinca. Ainsi, les Ilergetes finirent par peupler cette zone.
La rivière aurait été baptisée par Jules César, ainsi qu'il le relate dans ses écrits sur la guerre civile. Mais on trouve une dénomination bien différente pendant la période arabe, quand elle reçoit le nom de Az Zaytum signifiant Oliveraies ou Olives. 

## Écologie
Les rives de la Cinca comprennent une zone de forte richesse écologique, les sotos de Monzón.
Concernant la flore, en particulier dans les anciens lits du cours d'eau, on recense des saules, des peupliers (blancs et noirs) et des frênes. Dans le sous-bois, particulièrement denses, poussent lianes et ronces. Les  joncs et les laîches occupent les zones humides.
Quant à la faune, 166 espèces d'oiseaux y ont été recensées, la plupart sédentaires.

## Principaux affluents
Les principaux affluents de la Cinca sont :
- le torrente Larri ;
- le río Cinqueta ;
- le río Ara ;
- le río Ésera ;
- le río Vero ;
- le río Sosa (es) ;
- le río Alcanadre.

## Localités traversées
- Communauté autonome d'Aragon - province de Huesca :

1. Bielsa ;
2. Aínsa-Sobrarbe ;
3. El Grado ;
4. Monzón ;
5. Fraga ;
6. Mequinenza.